# McLaren MP4-20
Der McLaren MP4-20 war der Formel-1-Rennwagen von McLaren Racing für die Saison 2005.

## Technik und Entwicklung
Der MP4-20 war eine Weiterentwicklung des Vorjahreswagens und entstand unter der Führung des technischen Direktors Adrian Newey, Chefdesigner Mike Coughlan und Chefaerodynamiker Neil Oatley. Nur etwa zehn Prozent der Komponenten des Vorjahreswagens blieben unangetastet. Die Verträge mit Reifenhersteller Michelin und dem Treibstofflieferanten Mobil wurden für die Saison 2005 verlängert. Auch die technische Partnerschaft mit Mercedes-Benz wurde fortgesetzt und der aufgrund von Regelanpassungen der FIA für die Saison 2005 neu entwickelte Achtzylinder FO110R nun direkt vom Hersteller bezogen, wodurch die langjährige Zusammenarbeit mit Ilmor, die bisher die Mercedes-Benz-Motoren für den Rennbetrieb vorbereitet hatten, zur Saison 2005 endete. Der neue Motor wurde ausschließlich von McLaren eingesetzt und entwickelte etwa 930 PS bei 19.000 Umdrehungen pro Minute. Weitere technische Komponenten wie das 7-Gang-Getriebe wurden vom Team selbst entwickelt.

## Lackierung und Sponsoring
Der MP4-20 behielt das seit 1997 kaum veränderte, silber-schwarze Erscheinungsbild der McLaren-Fahrzeuge, das durch den Hauptsponsor Reemtsma mit seiner Zigarettenmarke West geprägt war. Zur Saisonmitte löste die Whiskymarke Johnnie Walker West ab, da zum 31. Juli 2005 in der Europäischen Union ein Tabakwerbeverbot in Kraft getreten war.
Weitere Sponsoren waren unter anderem AT&T, Henkel, Hugo Boss, Mercedes-Benz, Mobil 1, SAP, Schüco, Siemens, Sun Microsystems und Warsteiner.

## Fahrer und Saisonverlauf
Für die Saison 2005 wurden die Verträge der beiden Stammfahrern Kimi Räikkönen und Juan Pablo Montoya verlängert. Auch ihre Rollenverteilung blieb identisch: Räikkönen war erster Fahrer und trat mit der Startnummer 3 an, während Montoya als zweiter Fahrer die 4 erhielt. Da McLaren in der Vorsaison zu den vier besten Teams der Konstrukteurswertung gehört hatte, durfte kein dritter Fahrer nominiert werden. Als Testfahrer fungierten Alexander Wurz und Pedro de la Rosa.
Der MP4-20 erwies sich in der gesamten Saison als konkurrenzfähig. Am Saisonende belegte McLaren mit 182 Punkten in der Konstrukteurswertung hinter Renault den zweiten Platz. In der Fahrerwertung erreichte Räikkönen mit 112 Punkten hinter Fernando Alonso (Renault) den zweiten Platz, während Montoya mit 60 Punkten Achter, Wurz mit 6 Punkten 17. und de la Rosa mit 4 Punkten 20. wurde.

## Ergebnisse
| Fahrer                          | Nr.                             | 1 | 2 | 3 | 4   | 5 | 6 | 7  | 8   | 9   | 10  | 11 | 12  | 13  | 14 | 15 | 16 | 17 | 18  | 19  | Punkte | Rang |
| ------------------------------- | ------------------------------- | - | - | - | --- | - | - | -- | --- | --- | --- | -- | --- | --- | -- | -- | -- | -- | --- | --- | ------ | ---- |
| Formel-1-Weltmeisterschaft 2005 | Formel-1-Weltmeisterschaft 2005 |   |   |   |     |   |   |    |     |     |     |    |     |     |    |    |    |    |     |     | 182    | 2.   |
| K. Raikkonen                    | 09                              | 8 | 9 | 3 | DNF | 1 | 1 | 11 | 1   | DNS | 2   | 3  | DNF | 1   | 1  | 4  | 1  | 2  | 1   | 2   | 182    | 2.   |
| J. P. Montoya                   | 10                              | 6 | 4 |   |     | 7 | 5 | 7  | DSQ | DNS | DNF | 1  | 2   | DNF | 3  | 1  | 14 | 1  | DNF | DNF | 182    | 2.   |
| P. de la Rosa                   | 10                              |   |   | 5 |     |   |   |    |     |     |     |    |     |     |    |    |    |    |     |     | 182    | 2.   |
| A. Wurz                         | 10                              |   |   |   | 3   |   |   |    |     |     |     |    |     |     |    |    |    |    |     |     | 182    | 2.   |

| Legende  | Legende            | Legende                                                          |
| Farbe    | Abkürzung          | Bedeutung                                                        |
| -------- | ------------------ | ---------------------------------------------------------------- |
| Gold     | –                  | Sieg                                                             |
| Silber   | –                  | 2. Platz                                                         |
| Bronze   | –                  | 3. Platz                                                         |
| Grün     | –                  | Platzierung in den Punkten                                       |
| Blau     | –                  | Klassifiziert außerhalb der Punkteränge                          |
| Violett  | DNF                | Rennen nicht beendet (did not finish)                            |
| Violett  | NC                 | nicht klassifiziert (not classified)                             |
| Rot      | DNQ                | nicht qualifiziert (did not qualify)                             |
| Rot      | DNPQ               | in Vorqualifikation gescheitert (did not pre-qualify)            |
| Schwarz  | DSQ                | disqualifiziert (disqualified)                                   |
| Weiß     | DNS                | nicht am Start (did not start)                                   |
| Weiß     | WD                 | zurückgezogen (withdrawn)                                        |
| Hellblau | PO                 | nur am Training teilgenommen (practiced only)                    |
| Hellblau | TD                 | Freitags-Testfahrer (test driver)                                |
| ohne     | DNP                | nicht am Training teilgenommen (did not practice)                |
| ohne     | INJ                | verletzt oder krank (injured)                                    |
| ohne     | EX                 | ausgeschlossen (excluded)                                        |
| ohne     | DNA                | nicht erschienen (did not arrive)                                |
| ohne     | C                  | Rennen abgesagt (cancelled)                                      |
| ohne     | keine WM-Teilnahme |                                                                  |
| sonstige | P/fett             | Pole-Position                                                    |
| sonstige | 1/2/3/4/5/6/7/8    | Punktplatzierung im Sprint-/Qualifikationsrennen                 |
| sonstige | SR/kursiv          | Schnellste Rennrunde                                             |
| sonstige | *                  | nicht im Ziel, aufgrund der zurückgelegten Distanz aber gewertet |
| sonstige | ()                 | Streichresultate                                                 |
| sonstige | unterstrichen      | Führender in der Gesamtwertung                                   |